# Lipcowe Pegazydy
Lipcowe Pegazydy (JPE) – stosunkowo młody rój meteorów aktywny od 7 do 13 lipca, choć aktywność roju może być dłuższa. Jego radiant znajduje się w gwiazdozbiorze Pegaza. Maksimum roju przypada na 9 lipca, jego aktywność jest średnia, a obfitość roju wynosi trzy  meteory na godzinę. Prędkość w atmosferze meteorów z roju jest bardzo duża i wynosi 70 km/s. Lipcowe Pegazydy są rojem związanym prawdopodobnie z kometą C/1979 Y1 (Bradfield).